# احمد علی حسین
احمد علی حسین (انگلیسی: Ahmed Ali Hussein؛ زادهٔ) بازیکن فوتبال اهل عراق بود.
از باشگاه‌هایی که در آن بازی کرده‌است می‌توان به باشگاه فوتبال الشرطه (عراق) اشاره کرد.
وی همچنین در تیم ملی فوتبال عراق بازی کرده‌است.